# Astronesthes cyaneus
Astronesthes cyaneus és una espècie de peix de la família dels estòmids i de l'ordre dels estomiformes.

## Morfologia
- Els mascles poden assolir 10,8 cm de longitud total.[4][5]

## Hàbitat
És un peix marí i d'aigües profundes que viu entre 120-800 m de fondària.

## Distribució geogràfica
Es troba des del nord de Madagascar fins a les Illes Ogasawara, les Hawaii i el Mar de les Filipines.